# TV-året 2004

## Händelser

### Januari
- Januari - Mediteve relanseras för tredje gången.
- 11 januari - Bingolotto byter sändningsdag till söndagar.[1]
- 29 januari - TV3, ZTV, TV8, Disney Channel, BBC World, Discovery Travel & Living och Nonstop Film erhåller tillstånd att sända i det digitala marknätet.[2]

### Februari
- 1 februari - Viasat Sport, som har rättigheterna till flera idrottssändningar[3], byter namn till Viasat Sport 1 och får sällskap av Viasat Sport 2 och Viasat Sport 3.[4]
- 14 februari - Den sista säsongen av Expedition: Robinson i SVT vinns av Emma Andersson.[5]

### Mars
- Mars - Finlands regering fattar ett principbeslut om övergång till digital television i Finland.[6]
- 4 mars – Carl Bildt har blivit värd för  TV 8:s Middag med Bildt.[7]

### April
- 13 april - Sveriges Television tar över Hockeykväll från TV4 från säsongen 2004/2005. Avtalet omfattar tre säsonger.[8]
- 15 april - Sveriges Television har beslutat att lägga ner magasinet Fotbollskväll helt och hållet efter den 7 juni 2004.[9]
- 18 april - TV4 Film startar.[10]
- 27 april - Tekniskt fel slår ut hela SVT i 40 minuter, det längsta avbrottet i historien, då en koppling över ett backuppsystem tvingar teknikerna att koppla om manuellt. Rapport försenas.[7]

### Maj
- 1 maj - Canal+ Blå och Canal+ Gul byts ut mot Canal+ Film 1, Canal+ Film 2, Canal+ Sport och C More Film.[11]

### Juli
- 1 juli - Star! lanseras i Sverige.[12]

### Augusti
- 13 augusti - Efter att ha sparkat regissören Filippa Pierrou avbryter SVT inspelningen av TV-serien Bonzai med bland andra Johan Rabaeus.[13]

### September
- 1 september - TV1000+1, TV1000 Nordic, TV1000 Classic, TV1000 Action och TV1000 Family startar.[14]
- 27 september
  - Kunskapskanalen startar.[15]
  - Digital-TV-kommissionen i Sverige lägger fram ett förslag om övergång till marksänd digital-TV.[16]

### November
- November - SVT blir första TV-bolag i världen att starta tjänsten "Talande textremsa" i det digitala marknätet.[15]
- 30 november - SVT:s Uppdrag granskning avslöjar att smuggelgods transporterats med M/S Estonia, veckorna innan fartyget sjunker med 852 döda.[17]

### December
- 13 december - Folkstorm råder i Sverige efter SVT:s annorlunda Luciaprogram.[18]
- 22 december - Sveriges regering beslutar att Sverige från 2005 skall släcka ner alla analoga TV-sändningar i etapper fram till senast TV-februari 2008, varefter enbart endast sändningar i det marksända digitalnätet kommer ske.[19]
- 24 december
  - Platt-TV:n är "årets julklapp" i Sverige.[20]
  - I Sverige är Ernst Kirchsteiger årets julvärd i SVT, medan Steffo Törnquist och Anna Lindmarker är det i TV 4.[21]
- 28 december - Journalisten Claes Elfsbergs sista kväll som nyhetsankare för Rapport. Elfsberg ska istället bli SVT:s tittarombudsman.[22]

## TV-program

### Cartoon Network
- 10 januari - Serieavslutning, He-Man and the Masters of the Universe (2002).

### Sveriges Television
- 1 januari - Musikalen Chess med Tommy Körberg, Helen Sjöholm, Per Myrberg med flera.
- 3 januari - Brittiska thrillerserien Sista offret (Sirens)
- 8 januari - Brittiska miniserien Daniel Deronda
- 16 januari - Science-fictionbarnprogrammet Tillbaka till Vintergatan med Anders Linder
- 16 januari - Franska miniserien Öga mot öga (Le prix de la vérité)
- 17 januari - Amerikanska polisserien Brottskod: försvunnen (Without a Trace)
- 25 januari - Premiär för underhållningsprogrammet TV-huset med Kattis Ahlström
- 2 februari - Premiär för matlagningsprogrammet Kylies kök (Kylie Kwong: Heart and Soul)
- 6 februari - Ny omgång av polisserien Kommissarie Winter med Johan Gry
- 6 februari - Premiär för det historiska underhållningsprogrammet Retroaktivt med Sven Melander
- 9 februari - Premiär för musikprogrammet Säpop med Josefine Sundström
- 12 februari - Teaterföreställningen Leka med elden med Mikael Persbrandt, Jonas Malmsjö och Anna Björk
- 12 februari - Sista omgången av dramaserien Skeppsholmen
- 23 februari - Dramaserien Min f.d. familj med Peter Engman, Philomène Grandin, Kirsti Torhaug med flera.
- 24 februari - Amerikanska dramaserien Angels in America med Al Pacino, Meryl Streep, Emma Thompson med flera.
- 10 mars - Ny omgång av Kvarteret Skatan med Rachel Mohlin, David Batra, Vanna Rosenberg med flera.
- 14 mars - Komediserien Kvinnor emellan med Petra Nielsen, Philoméne Grandin och Maria Lundqvist
- 15 mars - Premiär för Kontroll med Alexander Hammarlöf om datorspel
- 19 mars - Repris av komediserien Min galna familj (Maybe It's Me)
- 20 mars - Melodifestivalen vinns av Lena Philipsson med låten Det gör ont.
- 27 mars - Premiär för tävlingsprogrammet Megadrom med Jovan Radomir, Maria Akraka och Henry Chu
- 29 mars - Premiär för australiska matlagningsprogrammet Surfa på menyn
- 5 april - Premiär för brittiska komediserien Alan Partridge Show (I'm Alan Partridge)
- 5 april - Premiär för amerikanska dramaserien Drömmarnas tid (American Dreams)
- 6 april - Premiär för brittiska thrillerserien Den tredje makten (State of Play)
- 16 april - Varietéunderhållningen Extra allt med Thomas Di Leva, därefter växlande programledarskap.
- 18 april - Premiär för amerikanska dramaserien Nip/Tuck
- 19 april - Teaterföreställningen Fastighetsskötaren med Johan Rabaeus, Peter Andersson, Ingvar Hirdwall med flera
- 21 april - Ungdomsserien Dubbelt trubbel (Double Act)
- 26 april - Repris av dramaserien Stackars Tom med Joakim Nätterquist, Frida Hallgren med flera.
- 27 april - Matlagning med Nadia Jebril i Ät!
- 28 april - Dokumentär om Sovjets ishockeylandslag, CCCP Hockey.[23].
- 29 april - Premiär för CP-magasinet med Olle Palmlöf och Jonas Franksson.[24]
- 12 maj - Eurovision Song Contest i Istanbul vinns av Ruslana Lyzjitjko från Ukraina med låten Dyki tantsi.
- 22 maj - Direktsändning underhållning från Gröna Lund, Tivoli, med Mark Levengood och Björn Kjellman
- 24 maj - TV-filmen Älskar, älskar och älskar med Ingela Olsson och Noomi Rapace
- 26 maj - Brittiska intervjuprogrammet Så Graham Norton (So Graham Norton)
- 29 maj - Norska serien Fyra högtider (Fire høytider)
- 29 maj - Danska ungdomsserien Plan B (Plan B)
- 1 juni - Brittiska ungdomsserien Stallkompisar (The Saddle Club)
- 3 juni - Ny omgång av brittiska Kiss Me Kate
- 7 juni - Brittiska thrillerserien Alibi (Alibi)
- 13 juni - Irländska dramaserien Nu eller aldrig (Any Time Now)
- 16 juni - Repris av Rätt i rutan med Johanna Westman
- 20 juni - Tyska dramaserien Familjen Mann (Die Manns - Ein Jahrhundertroman)
- 25 juni - Repris från 1982 av brittiska Ett gott skratt (Only When I Laugh)
- 29 juni - Ny omgång av Allsång på Skansen
- 29 juni - Ny omgång av brittiska Morden i Midsomer (Midsomer Murders)
- 3 juli - Ny omgång av brittiska Karl för sin kilt (Monarch of the Glen)
- 7 juli - Brittiska miniserien Henrik VIII (Henry VIII)
- 10 juli - Norska serien Vadet (Veddemålet) med Michael Nyqvist, Peter Andersson med flera.
- 13 juli - Repris av brittiska komediserien Coupling
- 15 juli - Miniserien Doktor Zjivago (Doctor Zhivago) med Sam Neill, Keira Knightley med flera.
- 16 juli - Hårdrocksnatt 21.00 - 09.00 med Jovan Radomir
- 21 juli - Dokumentärserien Sverige i backspegeln med Olle Söderlund
- 24 juli - Nya avsnitt av Hornblowers äventyr (Hornblower: Loyalty)
- 2 augusti - Dokumentärserien Industriminnen
- 2 augusti - Brittiska miniserien Fosterlandet (England Expects)
- 8 augusti - Brittiska TV-filmen Inkvisition (Inquisition)
- 10 augusti - Brittiska kriminalserien I mördarens spår (Prime Suspect 6) med Helen Mirren som polisinspektör Jane Tennison
- 16 augusti - Amerikanska dramadokumentärserien K Street
- 30 augusti - Premiär för danska serien Krönikan (Krøniken)
- 31 augusti - Ny omgång av Toppform med Blossom Tainton
- 31 augusti - Brittiska miniserien Perfekta mordet... (State of Mind)
- 2 september - Amerikanska Mitt liv som död (Dead Like Me)
- 2 september - Ny omgång av Carin 21:30 med Carin Hjulström-Livh
- 2 september - Dokumentärserien Dramaten - drömmarnas hus
- 4 september - Repris från 2000 av Barnen på Luna med Tove Edfeldt, Totte Steneby med flera.
- 4 september - Ny omgång av Helt hysteriskt (Absolutely Fabulous)
- 4 september - Ny omgång av Sången är din med Kjell Lönnå
- 5 september - Ny omgång av Otroligt antikt
- 6 september - Brittiska dramaserien Canterbury Tales (The Canterbury Tales)
- 8 september - Ny omgång av musikfrågesporten Combo med Josefine Sundström
- 11 september - Premiär för tävlingsprogrammet Experterna med Lotta Bromé
- 15 september - Dokumentärfilmen När Domus kom till stan visas.
- 17 september - Premiär för Grynets megashow med Grynet
- 17 september - Ny omgång av Diggiloo med Lasse Holm
- 19 september - Brittiska dokumentärserien Elake kocken (Kitchen Nightmares)
- 19 september - Ny omgång av amerikanska Sopranos
- 21 september - Brittiska dramaserien Svindlarna (Hustle)
- 26 september - Andra omgången av TV-huset med Kattis Ahlström
- 29 september - Hästserien Barbacka med Malin Baryard-Johnsson
- 7 oktober - Ny omgång av kulturmagasinet Kobra med Kristofer Lundström
- 15 oktober - Säsongstart för Retroaktivt med Sven Melander
- 16 oktober - Repris från 2003 av brittiska Prassel (Rescue Me)
- 17 oktober - Ny omgång av reseprogrammet Packat & klart
- 18 oktober - Ny omgång av amerikanska Vita huset (The West Wing)
- 19 oktober - Ny omgång av dokumentärserien Din släktsaga
- 25 oktober - Premiär för musikprogrammet Trackslistan med Mysia Englund
- 26 oktober - Brittiska ungdomsserien Tjejer (Girls in Love)
- 30 oktober - Premiär för barnprogrammet Allt och lite till med Jacob Ericksson, Vanna Rosenberg och Elisabet Carlsson
- 30 oktober - Framtidsfiktionen Det svenska presidentvalet med Marianne Rundström och John Chrispinsson
- 2 november - Premiär för TV-pjäsen Att sörja Linnea med Per Oscarsson och Malena Engström.[25]
- 5 november - Thrillerserien Danslärarens återkomst med Jonas Karlsson med flera.[26]
- 5 november - Ny omgång av datorspelsprogrammet Kontroll med Alexander Hammarlöf
- 8 november - Dramaserien Kniven i hjärtat med Tarik Charafi, Roberto Arroyo Valdes, Karim Rahmouini med flera.
- 8 november - Reportageserien Mitt nya liv med Kim Anderzon
- 9 november - Dramaserien Orka! Orka! med Frederik Nilsson, Susan Taslimi, Robin Stegmar med flera.
- 9 november - Ny omgång av Bästa formen med Pernilla Månsson Colt och Staffan Bengtsson
- 10 november - Ny omgång av Anders och Måns med Anders Johansson och Måns Nilsson
- 12 november - Insamlingsgalan Tillsammans för Världens Barn med Lisbeth Åkerman och Peter Jihde
- 14 november - Repris från 1994 av komediserien Svensson Svensson
- 17 november - Dokumentären Novemberrevolutionen
- 18 november - Ny omgång av ungdomsprogrammet Raggadish med David Bexelius
- 19 november - Ny omgång av På spåret med Ingvar Oldsberg och Carl-Jan Granqvist
- 20 november - Sångtävlingen Lilla Melodifestivalen från Lillehammer
- 25 november - Premiär för samhällsmagasinet Faktum med Olle Palmlöf
- 27 november - Realityserien Riket med Stefan Sauk
- 1 december - Årets julkalender är Allrams höjdarpaket.[27]
- 3 december - Repris av norska kriminalserien När djävulen håller ljuset (Djevelen holder lyset)
- 4 december - Svenska kriminalserien Graven med Kjell Bergqvist, Göran Ragnerstam med flera.
- 6 december - Svenska dramaserien Om Stig Petrés hemlighet med Michael Nyqvist, Gunilla Röör, Jonas Karlsson med flera.
- 8 december - Ny omgång av konsumentmagasinet Rea
- 8 december - Elfriede Jelineks teaterpjäs Prinsessdramer med Ingela Olsson, Anna Vallander, Monica Stenbeck
- 15 december - Dokument inifrån: Jävla politiker, om politikerförakt
- 21 december - Repris av Värsta språket med Fredrik Lindström
- 23 december - Jullovsserien Jonas jullov med Jonas Leksell
- 24 december - Tecknade Kalle Anka och hans vänner önskar god jul
- 24 december - Tecknade Karl-Bertil Jonssons julafton
- 26 december - Premiär för dramadokumentärserien Linné och hans apostlar med Reine Brynolfsson
- 27 december - Italienska dramaserien De bästa åren (La meglio gioventu')
- 29 december - Brittiska deckaren Kommissarie Lynley (The Inspector Lynley Mysteries: In Pursuit of the Proper Sinner)
- 30 december - Brittiska deckaren Kommissarie Lynley (The Inspector Lynley Mysteries: A Traitor to Memory)

### TV3
- 14 januari - Premiär för dokusåpan Simple Life med Paris Hilton och Nicole Richie
- 19 januari - Premiär för amerikanska polisserien The Shield
- 21 januari - Premiär för reality-TV-serie The Amazing Race, kl 20:00, resetävling jorden runt
- 6 februari - Premiär för amerikanska serien 8 Simple Rules
- 6 februari - Premiär för amerikanska serien Jims värld (According to Jim)
- 6 februari - Premiär för amerikanska serien 2 1/2 män (Two and a Half Men) med Charlie Sheen
- 10 februari - Premiär för äventyrsserien Smallville
- 12 februari - Premiär för dokudramaserien Döm själv med Renée Nyberg och Peter Althin
- 4 mars - Premiär för stylingprogrammet Fab 5 Sverige
- 12 april - Premiär för australiska realityserien The Block
- 13 maj - Dejtingsåpan Den där Miriam
- 13 maj - Realitydokumentären Svenska flickor
- 2 juni - Dejtingsåpan Singel i Hamptons (Single in the Hamptons)
- 2 juni - Amerikanska realitysåpan Joe Schmo Show
- 14 juni - Amerikanska serien I'm With Her
- 20 juni - Amerikanska kriminalserien NCIS (Navy NCIS)
- 9 juli - Ny omgång av amerikanska Jims värld (According to Jim)
- 1 augusti - Ny omgång av amerikanska Förhäxad (Charmed)
- 6 augusti - Premiär för komediserien All of Us
- 8 augusti - Dokusåpan Straight Dates by Gay Mates
- 16 augusti - Amerikanska realityserien For Love Or Money
- 20 augusti - Ny omgång av amerikanska realityserien The Restaurant
- 11 september - Premiär för Expedition Robinson med Robert Aschberg
- 11 september - Dokusåpan Kvarteret, svenska versionen av australiska The Block
- 13 september - Svenska realityserien Par på prov
- 14 september - Ny omgång av amerikanska realityserien Fab 5
- 15 september - Premiär för realityserien Izabellas bröllop med Izabella Ågren
- 15 september - Amerikanska realityserien The Swan
- 15 september - Amerikanska realityserien Fear Factor USA
- 4 oktober - Amerikanska dramaserien L Word (The L Word)
- 7 oktober - Premiär för dokusåpan Simple Life 2 med Paris Hilton och Nicole Richie
- 9 oktober - Amerikanska dramaserien North Shore
- 13 oktober - Amerikanska realityserien Fear Factor USA
- 18 oktober - Amerikanska Extreme Home Makeover
- 15 november - Ny omgång av amerikanska dramaserien Cityakuten (ER)
- 28 november - Ny omgång av amerikanska dramaserien På heder och samvete
- 1 december - Amerikanska tävlingen Top Model 3
- 4 december - Final i Expedition Robinson
- 6 december - Dokusåpan Rivalerna om karriärsugna trainees hos Kinnevik
- 27 december - Final i dokusåpan Rivalerna

### TV4
- 12 januari - Faktaserien Arns rike med Jan Guillou
- 30 januari - Premiär för Farmen Afrika
- 4 februari - Premiär för dejtingprogrammet Singeljakten med Katerina Janouch
- 4 februari - Premiär för amerikanska serien Miss Match med Alicia Silverstone
- 5 februari - Premiär för frågesporten Time Out med Martin Timell
- 5 februari - Premiär för Stylingakuten
- 8 februari - Premiär för kriminalserien Joe Renato (The Handler)
- 21 februari - Amerikanska dramaserien American Family med Edward James Olmos med flera.
- 23 februari - Säsongstart för komediserien Hem till Midgård
- 9 mars - Premiär för amerikanska kriminalserien Jordan, rättsläkare (Crossing Jordan)
- 5 april - Åttonde omgången av amerikanska polisserien På spaning i New York (NYPD Blue)
- 14 april - Premiär för amerikanska realitysåpan Paradise Hotel
- 16 april - Tävlingsprogrammet Super Trouper med Charlotte Perrelli
- 22 april - Säsongspremiär för amerikanska polisserien The District
- 7 maj - Premiär för miniserien Änkornas hämnd (Widows) med Rosie Perez med flera.
- 18 maj - Dokumentärserien Andarnas makt med Malin Berghagen-Nilsson
- 2 juni - Brittiska dramaserien Vassa saxar (Cutting It)
- 6 juni - Brittiska dramaserien Familjen B (At Home With the Braithwaites)
- 9 juni - Amerikanska sciencefictionserien Länkar till det okända (FreakyLines)
- 20 juni - Ny omgång av amerikanska komediserien Will & Grace
- 22 juni - Premiär för inredningsprogrammet Sambo
- 4 juli - Premiär för Djurvänner med Sofia Rågenklint
- 11 juli - Premiär för dokumentärserien Barnsjukhuset
- 11 juli - Brittiska thrillerserien Mord i sinnet (Wire In Her Blood)
- 15 juli - Dokumentärserien I nöd och lust med Annika Hagström
- 19 juli - Intervjuserien Helt ärligt med Linda Nyberg
- 29 augusti - Ny omgång av Bingolotto med Gunde Svan som ny programledare
- 2 september - Talangjakten Idol
- 12 september - Premiär för dokusåpan Farmen skärgården
- 14 september - Ny omgång av Jordan, rättsläkare (Crossing Jordan)
- 19 september - Ny omgång av Parlamentet med Anders S. Nilsson
- 20 september - Ny omgång av komediserien C/o Segemyhr
- 21 september - Ny omgång av Äntligen hemma med Martin Timell med flera.
- 22 september - Ny omgång av När & fjärran
- 24 september - Ny omgång av Sen kväll med Luuk med Kristian Luuk
- 24 september - Ny omgång av amerikanska kriminalserien På spaning i New York (NYPD Blue)
- 30 september - Ny omgång av amerikanska dramaserien The District
- 7 oktober - Ny omgång av underhållningsprogrammet Time Out
- 7 oktober - Ny omgång av amerikanska 24 med Kiefer Sutherland med flera.
- 3 november - Ny omgång av Helt ärligt med Linda Nyberg
- 3 november - Dokumentärserien Lite stryk får dom tåla med Liza Marklund
- 19 november - Finalen i Farmen skärgården vinns av Christian Gergils
- 26 november - Finalen i Idol vinns av Daniel Lindström
- 1 december - Insamlingsgalan Faddergalan 2004
- 13 december - Amerikanska realityserien Hollywood Hairstyle
- 20 december - Norska dramaserien Sex i gänget

### Kanal 5
- 1 februari - Premiär för amerikanska serien Lizzie McGuire
- 1 februari - Premiär för dokusåpan Who Wants to Marry My Dad?
- 2 mars - Premiär för svenska dokusåpan Miljonären med Patrik Nester och 21 kvinnor
- 18 mars - Amerikanska dejtingsåpan Skönheten och odjuren (Average Joe)
- 8 april - Amerikanska dramaserien OC (The O.C.)
- 25 april - Matlagning med Jamie Oliver i Pukka tukka
- 1 maj - Dejtingserien Kärlek på prov (Perfect Match)
- 3 maj - Premiär för amerikanska dramaserien Las Vegas med James Caan med flera.
- 5 maj - Dokumentärserien Newlyweds: Nick & Jessica med Jessica Simpson
- 11 maj - Ny omgång av amerikanska dejtingsåpan The Bachelor
- 19 maj - Amerikanska komediserien Reno 911
- 31 maj - Amerikanska kriminalserien She Spies
- 11 juli - Amerikanska miniserien Helen of Troy med Stellan Skarsgård
- 25 juli - Nya avsnitt av dokumentärserien Plastikkliniken
- 31 juli - Brittiska dokumentärserien Airline
- 3 augusti - Amerikanska realityserien Min stora feta odrägliga fästman (My Big Fat Obnoxious Fiancee)
- 9 augusti - Amerikanska realityserien Next Action Star
- 17 augusti - Premiär för dokusåpan The Apprentice med Donald Trump
- 22 augusti - Amerikanska dramaserien One Tree Hill
- 31 augusti - Ny omgång av relityserien Tjockholmen
- 5 september - Premiär för amerikanska realityserien Surreal Life
- 5 september - Premiär för 100 höjdare!
- 8 september - Ny omgång av inredningsprogrammet Roomservice
- 12 september - Premiär för svenska Bachelorette med Janniche Adolfsen
- 14 september - Premiär för svenska realityserien Extreme Makeover
- 15 september - Ny omgång av amerikanska realityserien High School Reunion
- 29 september - Ny omgång av amerikanska dejtingsåpan The Bachelor
- 20 oktober - Andra omgången av amerikanska realityserien Who Wants to Marry My Dad?
- 27 oktober - Sista säsongen av Vänner
- 1 november - Ny omgång av komediserien High Chaparall
- 1 november - Ny omgång av amerikanska dejtingsåpan The Bachelor
- 23 november - Amerikanska realityserien Straight eller gay?
- 28 november - Dokumentärserien Carmen & Dave - tills döden skiljer oss åt
- 13 december - Brittiska realityserien Elitsoldater i öknen
- 15 december - Sista avsnittet av amerikanska komediserien Vänner

### Utbildningsradion
- 4 augusti - Serien Alla kan svenska med Nasim Aghili
- 31 augusti - Magasinet Jorden med Anna Charlotta Gunnarsson

### Canal +
- 3 februari - Premiär för den amerikanska science-fictionserien Taken
- 22 februari - Amerikanska dramaserien Carnivàle

## Mest sedda program i Sverige
De mest sedda programmen i Sverige under 2004.
| Program                                                                        | Tittare   | Kanal | Datum       | Ref    |
| Melodifestivalen                                                               | 4 105 000 | SVT1  | 20 mars     | [ 28 ] |
| Sverige-Danmark, Europamästerskapet i fotboll för herrar (andra halvlek)       | 3 795 000 | TV4   | 22 juni     | [ 28 ] |
| Kalle Anka och hans vänner önskar god jul                                      | 3 685 000 | SVT1  | 24 december | [ 28 ] |
| Sverige-Nederländerna, Europamästerskapet i fotboll för herrar (övertid)       | 3 685 000 | SVT1  | 26 juni     | [ 28 ] |
| Eurovision Song Contest                                                        | 3 555 000 | SVT1  | 15 maj      | [ 28 ] |
| Sverige-Italien, Europamästerskapet i fotboll för herrar (andra halvlek)       | 3 480 000 | SVT1  | 18 juni     | [ 28 ] |
| Sverige-Nederländerna, Europamästerskapet i fotboll för herrar (andra halvlek) | 3 440 000 | SVT1  | 26 juni     | [ 28 ] |
| Sverige-Danmark, Europamästerskapet i fotboll för herrar (första halvlek)      | 3 435 000 | TV4   | 20 mars     | [ 28 ] |
| Olympiska sommarspelen (höjdhopp, tresteg, med mera)                           | 3 315 000 | SVT1  | 22 augusti  | [ 28 ] |
| Expedition Robinson                                                            | 3 310 000 | SVT1  | 14 februari | [ 28 ] |

## Avlidna
- 21 februari - Lakke Magnusson, svensk skådespelare.
- 2 mars - Berndt Egerbladh, svensk TV-profil och musiker.
- 10 mars - Ulla-Carin Lindquist, SVT Rapport-medarbetare.
- 5 juni - Bengt Öste, SVT Rapport-medarbetare.
- 11 juli - Carl-Ivar Nilsson, svensk skådespelare.
- 8 september - Ulf Schenkmanis, svensk radio- och TV-programledare.
- 14 september - Ove Sprogøe, dansk skådespelare.
- 3 oktober - John Cerutti, f.d. spelare i Toronto Blue Jays, TV-kommentator.
- 23 november - Lars-Magnus Lindgren, svensk film- och TV-regissör.
- 26 december - Kristina Fröjmark, svensk dokusåpadeltagare.
- 28 december - Jerry Orbach, amerikansk skådespelare.

### Fotnoter
1. ↑  Linda Hjertén (4 januari 2004). ”Premiär för "nya" Bingolotto i kväll”. Aftonbladet. http://www.aftonbladet.se/nojesbladet/tv/article10423624.ab. Läst 18 juli 2015.
2. ↑  Lars Anders Karlberg (29 januari 2004). ”Tre MTG-kanaler gratis i digitala marknätet”. Ny teknik. Arkiverad från originalet den 21 juli 2015. https://web.archive.org/web/20150721184743/http://www.nyteknik.se/nyheter/it_telekom/allmant/article234529.ece. Läst 18 juli 2015.
3. ↑  ”Här är Viasat Sports alla idrottsrättigheter”. Aftonbladet. 1 februari 2004. http://www.aftonbladet.se/sportbladet/article10430327.ab. Läst 18 juli 2015.
4. ↑  ”Viasat lanserar två nya sportkanaler”. Modern Times Group. 15 januari 2004. http://feed.ne.cision.com/wpyfs/00/00/00/00/00/04/07/D1/wkr0006.pdf. Läst 18 juli 2015.
5. ↑  Fredrik Söderling (14 februari 2004). ”Emma vann årets Robinson”. Dagens nyheter. http://www.dn.se/kultur-noje/emma-vann-arets-robinson/. Läst 18 juli 2015.
6. ↑  ”DigiTV - Digital-tv:s utveckling i Finland”. Arkiverad från originalet den 13 juni 2007. https://web.archive.org/web/20070613093635/http://www.digitv.fi/sivu.asp?path=7;1251;1276. Läst 13 september 2008.
7. 1 2   När Var Hur 2005. DN
8. ↑  ”SVT tar över Hockeykväll”. Dagens nyheter. 13 april 2004. http://www.dn.se/sport/svt-tar-over-hockeykvall/. Läst 18 juli 2015.
9. ↑  ”SVT lägger ner fotbollskväll”. Helsingborgs dagbladet. 15 april 2004. http://www.hd.se/sport/2004/04/15/svt-lagger-ner-fotbollskvall/. Läst 18 juli 2015.
10. ↑  ”Boxer sänder TV4 Film”. Boxer. 15 april 2004. Arkiverad från originalet den 4 mars 2016. https://web.archive.org/web/20160304201612/https://www.boxer.se/Global/Swedish/pressmeddelanden/2004/040415%20TV4%20Film.pdf. Läst 18 juli 2015.
11. ↑  Karsten Jensen (24 mars 2004). ”CANAL+ relancerer sine kanaler og tilføjer to nye kanaler den 1. maj 2004” (på danska). TV4. Arkiverad från originalet den 21 juli 2015. https://web.archive.org/web/20150721171643/http://www.tvnyt.com/artikel/default.asp?id=9454. Läst 18 juli 2015.
12. ↑  ”Välkommen till Star!”. Star!. 3 augusti 2004. Arkiverad från originalet den 22 juli 2015. https://web.archive.org/web/20150722032537/http://www.nonstop.tv/html-mail/star1/. Läst 18 juli 2015.
13. ↑  ”Krismöte om stoppad SVT-serie”. Svenska dagbladet. 13 augusti 2004. http://www.svd.se/krismote-om-stoppad-svt-serie. Läst 18 juli 2015.
14. ↑  Henrik Öhlin (7 juni 2004). ”MTG: Lanserar 6 stycken TV1000-kanaler i Norden”. Affärsvärlden. Arkiverad från originalet den 21 juli 2015. https://web.archive.org/web/20150721193822/http://www.affarsvarlden.se/hem/nyheter/article2627554.ece. Läst 18 juli 2015.
15. 1 2  ”Sveriges Television”. Arkiverad från originalet den 28 april 2011. https://web.archive.org/web/20110428002539/http://svt.se/2.46905/00-tal. Läst 7 april 2011.
16. ↑  ”Frågor och svar om digital-TV”. Dagens nyheter. 22 december 2004. http://www.dn.se/kultur-noje/fragor-och-svar-om-digital-tv/. Läst 23 februari 2017.
17. ↑  ”Uppdrag granskning”. Svensk mediedatabas. 30 november 2004. http://smdb.kb.se/catalog/id/001667793. Läst 18 juli 2015.
18. ↑  Anna-Maria Carnhede (13 december 2004). ”Svenska folket rasar mot SVT:s Luciatåg”. Sveriges Television. http://www.aftonbladet.se/nyheter/article10512501.ab. Läst 18 juli 2015.
19. ↑  ”Var femte vet inte att tv-nätet släcks ner”. Svenska dagbladet. 23 december 2004. https://www.svd.se/var-femte-vet-inte-att-tv-natet-slacks-ner. Läst 23 februari 2017.
20. ↑  "Årets julklapp" i Sverige Arkiverad 22 januari 2011 hämtat från the Wayback Machine.
21. ↑  ”SVT:s julvärdar genom tiderna”. Sveriges Television. 8 november 2012. http://www.svt.se/julen-i-svt/svt-s-julvardar-genom-tiderna. Läst 18 juli 2015.
22. ↑  Jorunn Amcoff, Fredrik Svedjetun (28 december 2004). ”Claes Elfsberg tar farväl i kväll”. Sveriges Television. http://www.aftonbladet.se/nojesbladet/tv/article10519432.ab. Läst 18 juli 2015.
23. ↑  ”Svensk mediedatabas”. http://smdb.kb.se/catalog/search?q=%22CCCP+Hockey%22+typ%3Atv&sort=OLDEST. Läst 30 mars 2011.
24. ↑  ”Svensk mediedatabas”. http://smdb.kb.se/catalog/search?q=%22CP-magasinet+%22+typ%3Atv&sort=OLDEST. Läst 6 april 2011.
25. ↑  ”Svensk mediedatabas”. http://smdb.kb.se/catalog/search?q=%22Att+s%C3%B6rja+Linnea%22+typ%3Atv&sort=OLDEST. Läst 6 april 2011.
26. ↑  ”Svensk mediedatabas”. http://smdb.kb.se/catalog/search?q=%22Dansl%C3%A4rarens+%C3%A5terkomst%22+typ%3Atv&sort=OLDEST. Läst 6 april 2011.
27. ↑  ”Jultradition”. Arkiverad från originalet den 25 april 2012. https://web.archive.org/web/20120425112719/http://www.jultradition.se/tv.htm. Läst 26 mars 2011.
28. 1 2 3 4 5 6 7 8 9 10  "Årsrapport 2004" Arkiverad 6 januari 2014 hämtat från the Wayback Machine.. MMS.se. Läst 24 augusti 2013.